# Raxwerke
Die Raxwerke (auch Rax-Werke) waren eine große Lokomotivtender- und Rüstungsgüterfabrik in Wiener Neustadt in Niederösterreich während des Zweiten Weltkrieges und ein Außenlager des KZ Mauthausen.

## Gründung

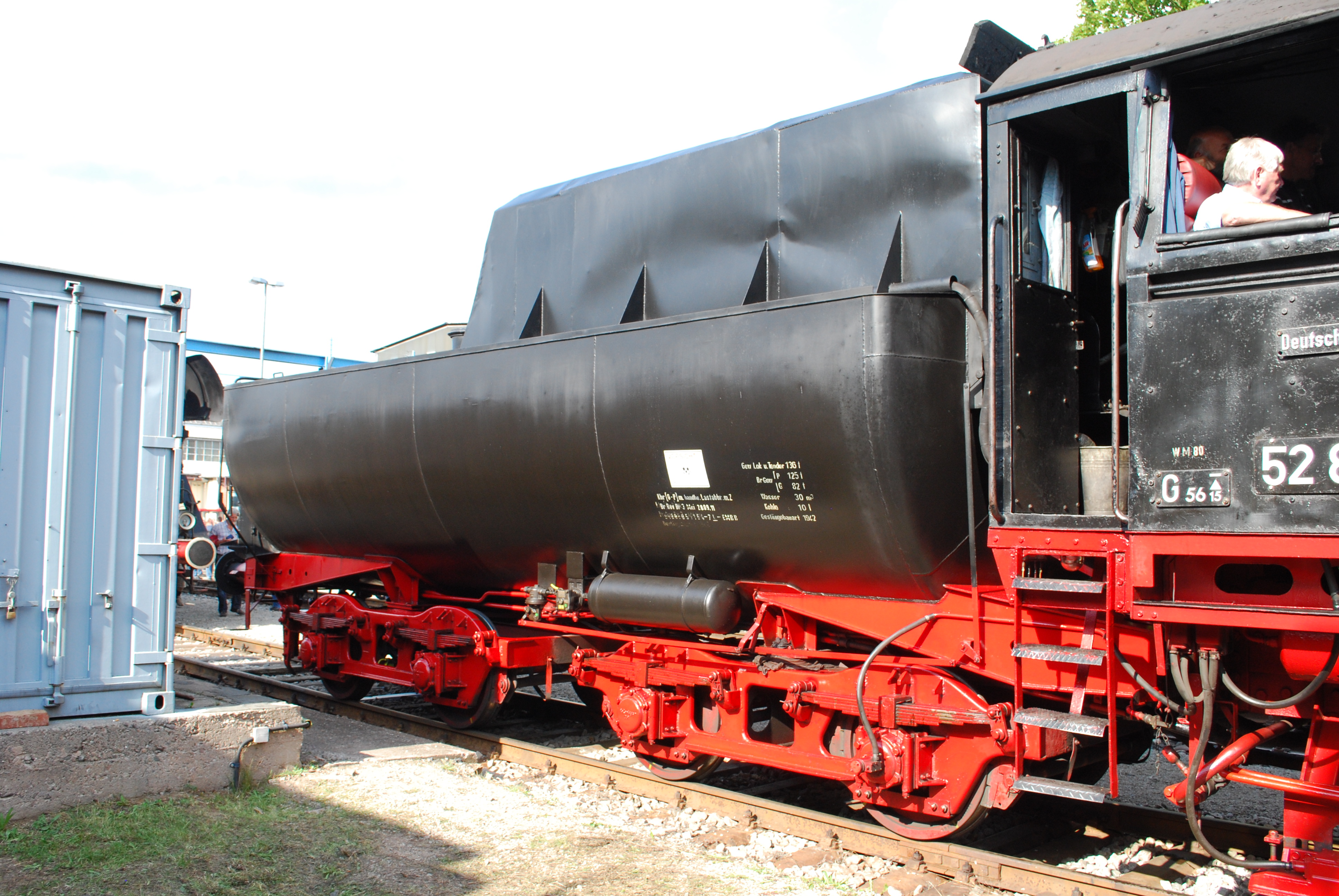
Schlepptender vom Typ 2'2'T30 wurden in den Raxwerken produziert.

Nach dem Anschluss Österreichs an das Deutsche Reich am 12. März 1938 wurde die im Jahr 1842 gegründete und seit 1930 stillliegende Wiener Neustädter Lokomotivfabrik gemeinsam mit der Mutterfirma Wiener Lokomotivfabrik vom deutschen Konzern Henschel & Sohn übernommen. Am 5. Mai 1942 wurde unter dem Decknamen „Rax-Werk Ges.m.b.H.“ für das Wiener Neustädter Werk eine eigene Tochtergesellschaft gegründet, die kriegswichtige Rüstungsgüter herstellen sollte.
Um die Lokomotivtender-Produktion möglichst zu steigern, wurde das Werk stark erweitert, sodass die Raxwerke zur wichtigsten Schlepptender-Fabrik Deutschlands aufstiegen. Die Einheitslokomotiven der Baureihen 42 und 52 fuhren größtenteils mit den Tendern aus Wiener Neustadt und bildeten die logistische Grundlage für die Truppenversorgung der deutschen Wehrmacht.
Der Standort wurde zwischen dem Werk I und Werk II der Wiener Neustädter Flugzeugwerke im Nordosten von Wiener Neustadt gewählt. Da die deutsche Flugzeugproduktion für die alliierten Bomberflotten 1943 und 1944 das wichtigste Angriffsziel darstellte, wurden auch die Raxwerke aufgrund ihrer Lage zwischen den beiden Flugzeugfabriken stark in Mitleidenschaft gezogen.

## Konzentrationslager 1 und V2-Produktion

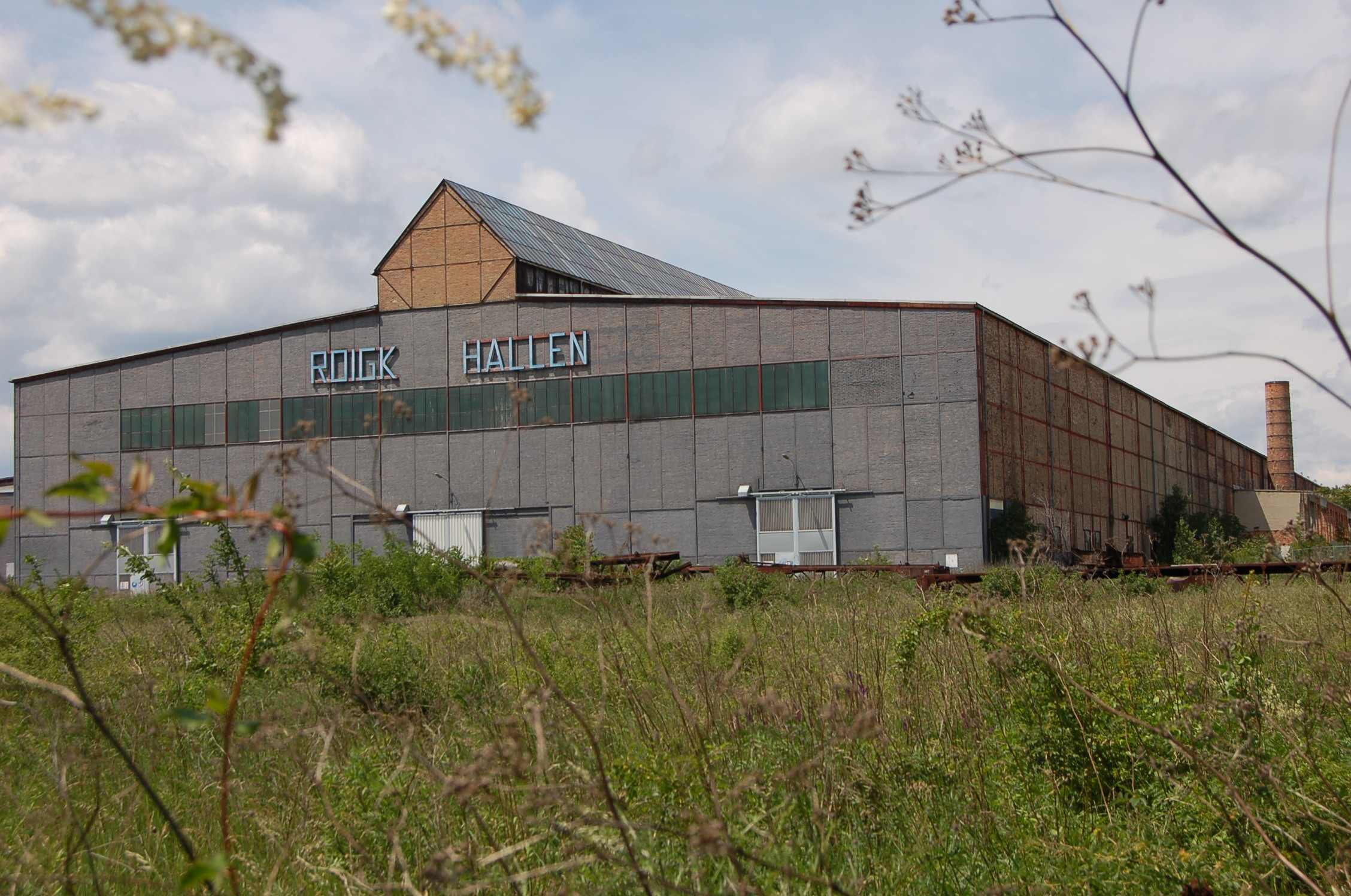
Serbenhalle

Um die Raxwerke möglichst schnell aufzubauen, wurde 1942 der Entschluss gefasst, eine in Kraljevo (Serbien) erbeutete, 300 Meter in der Länge und 70 Meter in der Breite messende große Montagehalle für Waggons zu demontieren und sie in Wiener Neustadt wieder aufzubauen – dadurch entstand der Name „Serbenhalle“. Sie wurde mit über 400 Güterwaggons nach Wiener Neustadt gebracht und auf dem Werksgelände wieder aufgestellt. Ein Jahr zuvor waren vor und in dieser Halle über 1700 Einwohner von Kraljevo als Racheakt für einen Partisanenanschlag von der deutschen Wehrmacht erschossen worden. Dieses Ereignis war Teil des Massakers von Kraljevo und Kragujevac.
Anfangs produzierte die neue Gesellschaft Rohre für Panzer- und Flakgeschütze. Als ab Frühjahr 1943 die alliierten Bombenangriffe auf Deutschland immer heftiger wurden, machte sich die Führung um ihre neueste Waffe Sorgen: die A4-Rakete, auch bekannt als „V2“. Bisher war die V2 nur in der Heeresversuchsanstalt Peenemünde und in Friedrichshafen produziert worden, nun aber suchte man einen sicheren Produktionsort in der Ostmark. Die Wahl fiel auf das Raxwerk, denn die Serbenhalle, die gerade errichtet wurde, hatte eine Höhe von 30 Metern und ermöglichte somit die Fertigung der Raketen in aufrechter Position.
Im Juli 1943 sollte die Fertigung anlaufen und bis zum Jänner 1944 die Zielvorgabe von 300 Stück pro Monat erreichen.
Um die Fertigung von V2-Raketen im Raxwerk möglichst schnell hochzufahren und die hochgesteckten Ziele zu erreichen, griff man auch hier auf KZ-Insassen als Arbeitskräfte zurück, die schon beim Aufbau der Serbenhalle eingesetzt wurden.
Im März 1943 war das Eisengerippe der Halle fertiggestellt und bereits mit starkstromgeladenem Stacheldraht versehen. Am 20. Juni 1943 traf der erste Transport von 500 Häftlingen aus dem KZ Mauthausen ein. Im Sommer war die nördliche Hälfte komplett und Anfang August folgten weitere 722 KZ-Häftlinge. Die Häftlinge wurden direkt in der Serbenhalle untergebracht. Offiziell wurde das KZ-Außenlager als „SS-Arbeitslager Wiener Neustadt“ bezeichnet.
Am 13. August 1943 wurden die unmittelbar benachbarten Wiener Neustädter Flugzeugwerke von der amerikanischen Luftwaffe bombardiert und dabei wurde auch ein Teil der Raxwerke getroffen. Ein zweiter Angriff am 1. Oktober forderte 22 Todesopfer, richtete aber nur wenig Sachschaden an. Trotzdem wurde wegen dieses neuerlichen Luftangriffes schon kurz nach dem Anlaufen der V2-Produktion im Oktober 1943 beschlossen, sie in die bombensichereren KZ Ebensee und Zipf bzw. ins Außenlager Dora des KZ Buchenwald zu verlagern. Die letzten Häftlinge wurden am 20. November 1943 abtransportiert. Ein Triebwerksprüfstand war gerade im Bau und wurde nicht mehr fertiggestellt.

## Konzentrationslager 2
Nach dem Abzug der Raketenproduktion wurde das Raxwerk u. a. mit der Herstellung von Leichtern für die deutsche Kriegsmarine beauftragt; nach wie vor wurden aber auch Lokomotivtender gebaut. Am 5. Juni 1944 wurden 300 und Ende Juli 204 Häftlinge aus dem KZ Mauthausen ins Raxwerk gebracht. Der Stand schwankte in der Folge zwischen 500 und 700 Häftlingen.
Die Raxwerke wurden 1945 durch Bombenangriffe großteils zerstört. Nur die Serbenhalle blieb bestehen, sie wird heute als Lagerhalle genutzt.
Ende März 1945 näherte sich die Rote Armee Wiener Neustadt. Vermutlich am späten Nachmittag des 30. März 1945 begannen die SS-Wachmannschaften mit der Evakuierung des Konzentrationslagers Raxwerk und schickten die Häftlinge mit 50–60 Marinesoldaten auf den Marsch in das Außenlager Steyr, den viele der Häftlinge nicht überlebten.

## Nachkriegszeit
Nach dem Krieg wurden die Raxwerke von den Sowjets den USIA-Betrieben eingegliedert und es begann wieder die Produktion von Schienenfahrzeugen. Nach dem österreichischen Staatsvertrag lief der Betrieb bis 1958 selbständig weiter und wurde dann dem staatlichen Mischkonzern Simmering-Graz-Pauker AG (SGP) angeschlossen.
Von 1957 bis 1964 wurde im ehemaligen Raxwerk das zweimotorige Reiseflugzeug SGP-Meindl 222 Flamingo entwickelt und in geringen Stückzahlen gebaut.
Im Jänner 1966 sollten die Raxwerke wieder privatisiert werden, wogegen sich die Belegschaft mit einem Streik wehrte. Nach dem Aushandeln von Abfertigungen durch den ÖGB wurde das Werk jedoch endgültig geschlossen.
Noch einmal in die Schlagzeilen geriet das Raxwerk am 14. Oktober 1969, als das Dach einer Halle von Aktivisten der Arbeiterjugendgruppe „Spartakus“ besetzt wurden. Die Handvoll Aktivisten schwenkten rote Fahnen und wollten mit dieser Aktion auf den Ausverkauf österreichischer Firmen aufmerksam machen.

## Heutiger Zustand
Ein Wachbunker blieb auf dem einstigen Areal erhalten und befindet sich heute auf dem Parkplatz eines Einkaufszentrums. Als einziges großes Gebäude blieb die Serbenhalle unversehrt, sie dient als Lagerhalle.
Eine Lokomotive, die innerbetrieblich verwendet wurde („Fanny“), steht heute als Denkmal auf der Pottendorfer Straße.
Auf Initiative des Mauthausen Komitees Wiener Neustadt und des Vereins Alltag Verlag wurde vom Künstler Markus Grabenwöger in Zusammenarbeit mit Michael Rosecker (Verein Alltag Verlag) ein Konzept für ein Denkmal für die Opfer der Zwangsarbeit auf dem Areal erstellt, das neben der Serbenhalle am 15. Mai 2005 enthüllt wurde.
2014, 2015 und 2017 wurde in der Serbenhalle und in den Räumen des angrenzenden Nebentraktes das interaktive Simultandrama Alma – A Show Biz ans Ende von Joshua Sobol in der Regie von Paulus Manker aufgeführt, das dort im Sommer 2015 sein 20-jähriges Jubiläum und am 25. August 2018 seine 500. Aufführung feierte.
Zum Jahrestag des Kriegsendes 1918 fand eine mehr als sechsstündige Aufführung des Dramas „Die letzten Tage der Menschheit“ von Karl Kraus statt (Regie: Paulus Manker), in der die Szenen simultan an über zwanzig Schauplätzen aufgeführt wurden. Auf den ehemaligen Geleisen der Zubringerbahn kam in der Aufführung auch eine echte Lokomotive mit mehreren Waggons zum Einsatz.